# スカンディナヴィア

スカンディナヴィア

スカンディナヴィア（ラテン語: Scandinavia、ノルウェー語: Skandinavia、デンマーク語: Skandinavien、スウェーデン語: Skandinavien）は、ヨーロッパ北部のスカンディナヴィア半島周辺の地域。日本語ではスカンディナビア、スカンジナビア、スカンジナヴィアとも表記される。

## 語源
スカンディナヴィアの語源は詳らかではない。大プリニウスが『博物誌』においてラテン語でScatinaviaあるいはScadinavia（スカーディナウィア）という島に言及したのが文献に見える最古のものとされていて、後半の「-avia」はゲルマン祖語で「島」を意味する「*-aujō」に由来すると考えられているが、前半については様々な推測がなされている。有力な説としては、ゲルマン祖語で「危険」を意味する「*skaðan」に由来するというものがある。またプリニウスはScandiaeという北方の島々に言及しているが、その後プトレマイオスはユトランド半島の東にSkandiaiがあり、そのうち最も東にある最大のものをSkandiaと呼んでおり、これはスコーネ(Skåne)地方のことだと考えられる。
その名はスコーネ(Skaane)に由来していると考えられている。
「Scandi-」が「Skåne」（スコーネ）を意味し、「-avia」はラテン語表記された言葉で「島」を意味する。古ノルド語ではScaneyであり、「-ey」が「島」を指す。
またゲルマン人の故地として知られており、東ゴート王国の研究家ヨルダネスが「ゴート人は海の向こうのスカンザ(Scandza)から来た」と伝えている。

## 範囲

最も厳密な定義によるスカンディナヴィアを構成する三君主国 (デンマーク、ノルウェー及びスウェーデン)
広義のスカンディナヴィア: 人口が主にスカンディナヴィア人の血筋を引くためアイスランド及びフェロー諸島、人口が民族的にスウェーデン人のためオーランド諸島、スウェーデン及びその少数民族との歴史的関連性と狭義の三国との遺伝子学的な近さによるフィンランド

ここに位置する国々をスカンディナヴィア諸国というが、歴史的な理由により次の三国を指す。
- スウェーデン
- ノルウェー
- デンマーク

域外ではしばしばフィンランドやアイスランドをも含む。ドイツ語圏ではフィンランドを含み、英語圏ではそれに加えてアイスランドを含む。日本では英語圏の影響により、北欧諸国と同一視される。

## 歴史
スカンディナヴィア半島は、プトレマイオスの世界地図では当初、小さな島として描かれていた。
長い間、前述の三国の領域が北欧の領域と同じであったが、ナポレオン戦争によりフィンランドがスウェーデン領からロシア領になった後、「北欧」に代わってこの三国を表す新しい呼び名が必要になり、「スカンディナヴィア」という単語がこの役割を担うこととなった。従ってフィンランドは本来は含まれない。今日、この三国はいずれも立憲君主制国家である。
19世紀には、北欧諸国を中心に汎スカンディナヴィア主義が高揚し、北欧の一体化を望む運動が、スウェーデンを中心に行われたが、すでに国民国家を築いていた北欧三国は、ドイツの様に統一する事はなく現在に至っている。

## 特徴
スカンディナヴィアの気象は東西でまったく異なる。半島を二分するスカンディナヴィア山脈を隔てて西部が温暖な地域である。一方、バルト海に面する東部は、冷涼とした気候である。このため、地政学上でもまったく東西で二分されている。スカンディナヴィア西部、ノルウェーとデンマークは古代より海洋国家であり、海との繋がりが深い。一方東部のスウェーデンは、陸との繋がりが深く、大陸国家を築いてきた。スウェーデンと繋がりが深いフィンランドでも同様である。地政学では、デンマークを海洋＝帝国型、ノルウェーを海洋＝属国型、スウェーデンを大陸＝帝国型、フィンランドを大陸＝属国型と分類する。

## 言語
- インド・ヨーロッパ語族
  - ゲルマン語派
    - 北ゲルマン語群
      - デンマーク語（デンマーク）
      - ブークモール（ノルウェー）
      - スウェーデン語
      - アイスランド語（アイスランド）
      - ニーノシュク（ノルウェー）
      - フェロー語
- ウラル語族
  - フィン・ウゴル語派
    - フィンランド語（フィンランド）
    - カレリア語
    - サーミ語

## サーミ人地域
スカンディナヴィア半島北部には、少数民族としてサーミ人がいる。フィンランドなどを含めて北欧中心に半国家を形成している。これらの地域は、一般的に「ラップランド」と呼称される。
- スウェーデン
  - イェムトランド県
  - ノールボッテン県
  - ヴェステルボッテン県

- ノルウェー
  - トロムス県
  - ヌール・トロンデラーグ県
  - ヌールラン県
  - フィンマルク県